# Dolina kwiatów
Dolina kwiatów (węg. Virágvölgy) – węgierski film dramatyczny z 2018 roku w reżyserii László Csuja.

## Premiera
Film miał swoją światową premierę podczas Międzynarodowego Festiwalu Filmowego w Karlowych Warach 2 lipca 2018 roku. Do kin na Węgrzech wszedł 30 sierpnia 2018.

## Fabuła
Akcja filmu rozgrywa się na Węgrzech w czasach współczesnych. Bianka porywa płaczącego niemowlaka i postanawia się nim zaopiekować. Z pomocą przychodzi jej mieszkający w hotelu robotniczym Lacim. Para rozpoczyna wędrówkę po węgierskiej prowincji.

## Obsada
W filmie wystąpili m.in.:
- Berényi Bianka jako Bianka
- Réti László jako Laci
- Károly Kozma jako Karcsi
- Kardos György jako Szobatárs
- Róbert Kardos jako Nagybácsi

## Nominacje i nagrody (wybrane)
- Międzynarodowy Festiwal Filmowy w Bratysławie 2018
  - wygrana: Student Jury Award – László Csuja[4]
  - nominacja: Grand Prix (International Competition) – László Csuja[4]
- Międzynarodowy Festiwal Filmowy w Karlowych Warach 2018
  - wygrana: East of West Award (Special Jury Prize) – László Csuja[4]